# Karsten Müller
Pour les articles homonymes, voir Müller.
Karsten Müller est un mathématicien, un joueur d'échecs et un entraîneur allemand né le 23 novembre 1970 à Hambourg. Il est un expert dans le domaine des finales des parties d'échecs  et l'auteur de nombreux livres sur les échecs.

## Biographie et carrière
Karsten Müller finit troisième-sixième du championnat d'Allemagne d'échecs en 1996 puis deuxième-troisième en 1997 (troisième au départage).
Il obtint le titre de grand maître international en 1998.
En 2002, il termine son doctorat de mathématiques à l'Université de Hambourg.

## Compétitions par équipe
Karsten Müller a représenté l'Allemagne lors de la Mitropa Cup de 1995 et marqua 5,5 points sur 9 au troisième échiquier.

## Publications
Karsten Müller a publié :

### Livres sur les finales
- avec Frank Lamprecht :
  - Secrets of Pawn Endings, Everyman Chess, 2000
  - Fundamental Chess Endings, Gambit, 2001
  - Grundlagen der Schachendspiele. Gambit, 2003
- avec Wolfgang Pajeken : How to Play Chess Endings, Gambit, 2008
- avec Yakov Konoval :
  - Understanding Rook Endgames, 2016
  - Understanding Minor Piece Endgames, 2018
- Chess Endgames for Kids, 2015

### Livres sur les ouvertures
- avec Martin Voigt : Danish Dynamite, Gambit, 2003
- avec  Rainer Knaak :
  - 222 Eröffnungsfallen nach 1. e4, Olms, 2007
  - 222 Eröffnungsfallen nach 1. d4, Olms, 2007
- avec  Georgios Souleidis : Winning with the Slow (but Venomous!) Italian. New in Chess, 2016

### Tactique et stratégie
- avec Claus Dieter Meyer :  The Magic of Chess Tactics, Russell, 2002
- The Chesscafe Puzzle Book: Test and Improve Your Tactical Vision. avant-propos de Susan Polgar, Russell Enterprises, 2004
- The ChessCafe Puzzle Book 2: Test and Improve Your Positional Intuition, Russell, 2008
- avec Merjin van Delft, ChessCafe Puzzle Book, No. 3: Test and Improve Your Defensive Skill!, Russell, 2010
- Positionsspiel, Joachim Beyer Verlag, 2016
- Schachtaktik, Joachim Beyer, 2016
- avec  Alexander Markgraf : Schachstrategie, Joachim Beyer, 2017

En 2016, Karsten Müller a préparé une nouvelle édition (en anglais) du manuel de tactique (The Tactitian's Handbook) du joueur par correspondance russe Viktor Tcharouchine, manuel paru initialement en plusieurs volumes d'une centaine de pages (1998-1999) .

### Divers
- Bobby Fischer: The Career and Complete Games of the American World Chess Champion, Russell, 2009
- The Magic Tactics of Mikhail Tal: Learn from the Legend, 2012
- Gelfand-Anand 2012: Match for the World Chess Championship, Russell, 2013
- avec Jonatha Schäffer : Man vs. Machine: Challenging Human Supremacy at Chess, 2018